# Leoncio de Autun
Leoncio de Autun (Francés:Saint Léonce) fue obispo de Autun en la Galia durante el siglo V. Se le menciona en el en. A veces se le confunde con el santo en (Francés: Saint Leonore, Lunaire) y Leoncio de Fréjus, de nombre similar, que vivieron aproximadamente al mismo tiempo. Es venerado como santo en la iglesia católica y su fiesta es el 1 de julio.

## Biografía
Hay escasos detalles de la vida de Leoncio antes de que ingresara al ministerio, y casi ninguna documentación. El 1 de julio, el Martyrologium Hieronymianum tiene la siguiente lista: "Leontius, episcopus Augustodunensis, 5th cent". La cronotaxis de los obispos de Autun muestra que fue el octavo obispo, después de Evancio y antes de Eufronio.